# Мришо Мохамед, Закия
Закия Мришо Мохамед (англ. Zakia Mrisho Mohamed, род. 19 февраля 1984 года в Сингида, Танзания) — легкоатлетка, представляющая Танзанию и специализирующийся в беге на 3000 и 5000 метров. Призер Всемирного легкоатлетического финала 2005 года в беге на 3000 метров.

## Карьера
На Чемпионате мира в Хельсинки в 2005 году Закия Мришо финишировала шестой на дистанции 5000 метров, параллельно она установила свой персональный рекорд - 14:43,87. Спустя месяц на Всемирном легкоатлетическом финале заняла третье место на дистанции 3000 метров.
Она представляла Танзанию на Играх Содружества в 2006 году в Мельбурне и финишировала восьмой на 5000 м. 
На своих первых Олимпийских играх в 2008 году в Пекине спортсменка заняла 12 место на дистанции 5000 метров, оступившись в полуфинальной стадии.
На Олимпийских играх в Лондоне в 2012 году заняла 16 место (5000 м).